# Bourne (sèrie de pel·lícules)
Les pel·lícules de Bourne són una sèrie de pel·lícules de thriller, espionatge i acció basades en el personatge Jason Bourne creat per l'autor Robert Ludlum. Bourne és un assasí de la CIA que sofreix una pèrdua de memòria extrema i ha d'esbrinar qui és realment.
Les tres novel·les de Ludlum van ser adaptades al cinema. El personatge de Bourne va ser interpretat per Matt Damon. Doug De Lima va dirigir The Bourne Identity (2002) i Paul Greengrass va dirigir The Bourne Supremacy (2004), L'ultimàtum de Bourne (2007) i Jason Bourne (2016). Tony Gilroy va co-escriure cada pel·lícula excepte Jason Bourne i va dirigir The Bourne Legacy (2012).
Damon va escollir no participar en la quarta pel·lícula, The Bourne Legacy, la qual introdueix un nou personatge principal, Aaron Cross (Jeremy Renner), un operatiu del Departament de Defensa que corre per la seva vida a causa de les accions de Bourne dins de Ultimàtum. El personatge de Jason Bourne no apareix a Legacy, però el seu nom és esmentat i surten fotografies de Damon (com a Bourne) durant tota la pel·lícula. Damon va retornar pel cinquè film, Jason Bourne.
La sèrie The Bourne ha rebut generalment crítiques positives i ha recaptat més de 1.600 milions de dòlars. Destaca per l'ús de les imatges reals en les escenes d'acció, en contraposició a l'ús del creixent d'ordinadors per a generar-les.

## Pel·lícules

### The Bourne Identity(2002)
Un home (Matt Damon) és trobat flotant a la mar Mediterrània amb dos ferides de bala en la seva esquena i un dispositiu amb el número d'una caixa de dipòsit segur suïssa incrustada en el seu maluc. En assolir la costa, l'home assumeix que es diu Jason Bourne després de trobar un passaport amb aquell nom en la caixa de dipòsit segura, juntament amb altres passaports d'estranger, grans quantitats de monedes de diversos països, i una pistola. Subsegüentment intenta descobrir la seva identitat, mentre esquiva un seguit d'assasins de la CIA que volen acabar amb la seva vida. Finalment s'adona que és un assassí que va fallar en completar la seva la missió més recent. Bourne trenca les seves connexions amb la CIA i s'uneix amb Marie Kreutz (Franka Potente), una dona que l'ajuda a aprendre sobre la majoria de les seves accions recents prèvies a la seva pèrdua de memòria. El conflicte de Bourne amb la CIA assoleix el clímax quan porta la lluita a la seva porta.

### The Bourne Supremacy(2004)
Dos anys després de descobrir que és un assassí entrenat i trencant les seves connexions amb la CIA, Jason Bourne (Matt Damon) és acusat d'un delicte connectat a una de les seves missions passades. Un atac contra la seva vida resulta en la mort de Marie, així que decideix venjar-se empaitant aquells responsables de la seva mort i el seu passat oblidat, creient que la CIA l'està empaitant un altre cop. Bourne descobreix que Ward Abbott (Brian Cox), un dels homes que controlava l'Operació Treadstone, el programa que va entrenar Bourne per a ser un assassí, va robar milions de dòlars de la CIA. Abbott va voler implicar Bourne en el robatori amb un estratagema, amb el qual dirigeix la CIA en una persecució inútil va haver pretès la mort de Bourne. Bourne exposa l'Abbott a Pamela Landy (Joan Allen), l'agent de CIA al càrrec de trobar Bourne, i Abbott comet suïcidi. Durant una persecució de cotxe llarga amb Bourne, l'agent rus que va ser pagat per matar-lo i era responsable de la mort de Marie, acaba mort, i Bourne s'amaga.